# خوسيه سانتا
خوسيه سانتا (بالإسبانية: José Fernando Santa)‏ (مواليد 12 سبتمبر 1970) هو لاعب ومدرب كرة قدم. لعب مع منتخب كولومبيا لكرة القدم وسبق له أن لعب في كأس العالم 1998 مع منتخب بلاده.

## روابط خارجية
- خوزيه سانتا على موقع الاتحاد الدولي (مؤرشف)  (الإنجليزية)
- خوزيه سانتا على موقع قاعدة بيانات كرة القدم.إي يو (الإنجليزية)
- خوزيه سانتا على موقع ناشيونال فوتبول تيمز (الإنجليزية)
- خوزيه سانتا على موقع عالم كرة القدم.نت (الإنجليزية)
- خوزيه سانتا على موقع أوليمبيديا (الإنجليزية)